# Nüdelshalbach

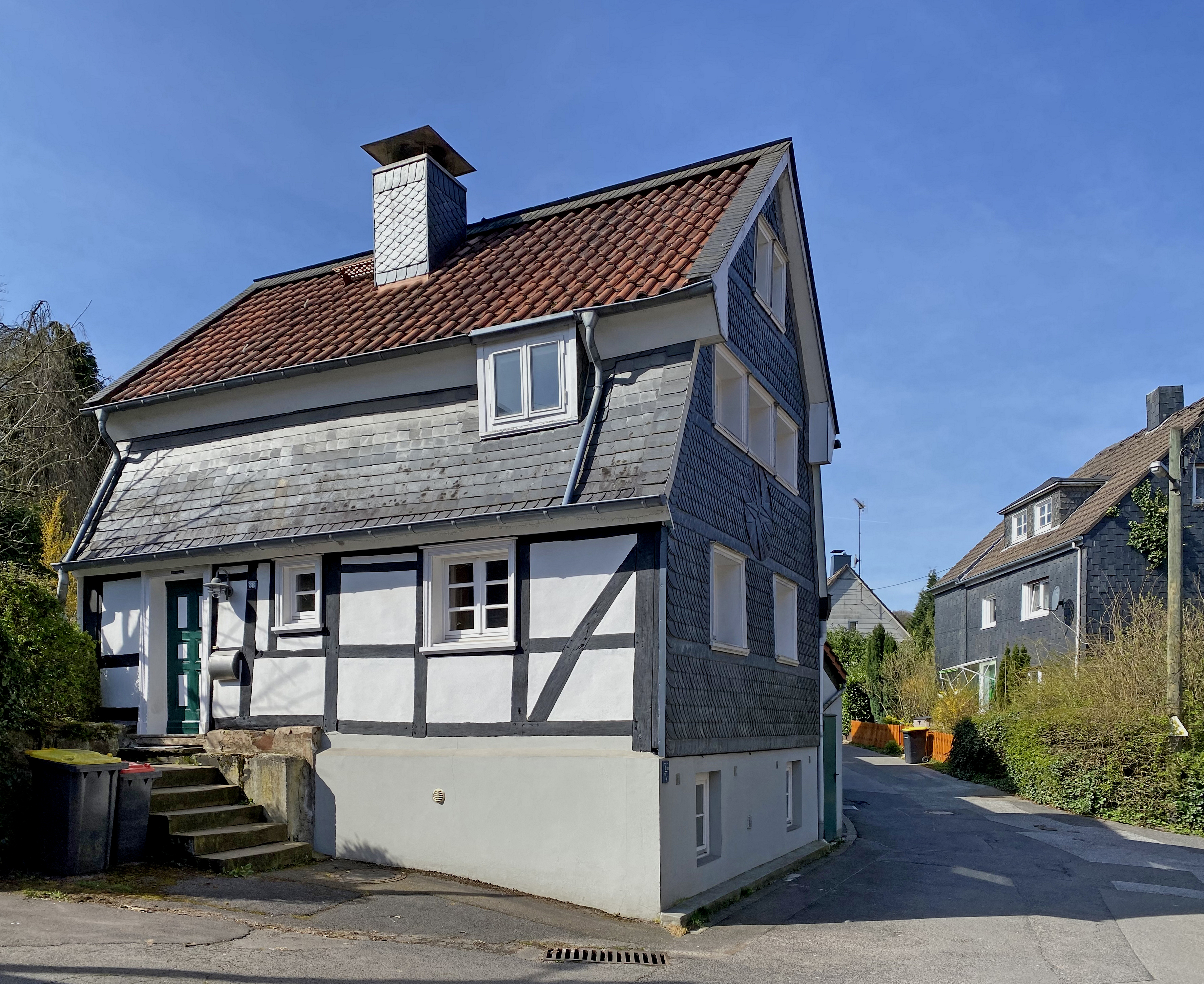
Fachwerkhaus mit gestuftem Satteldach

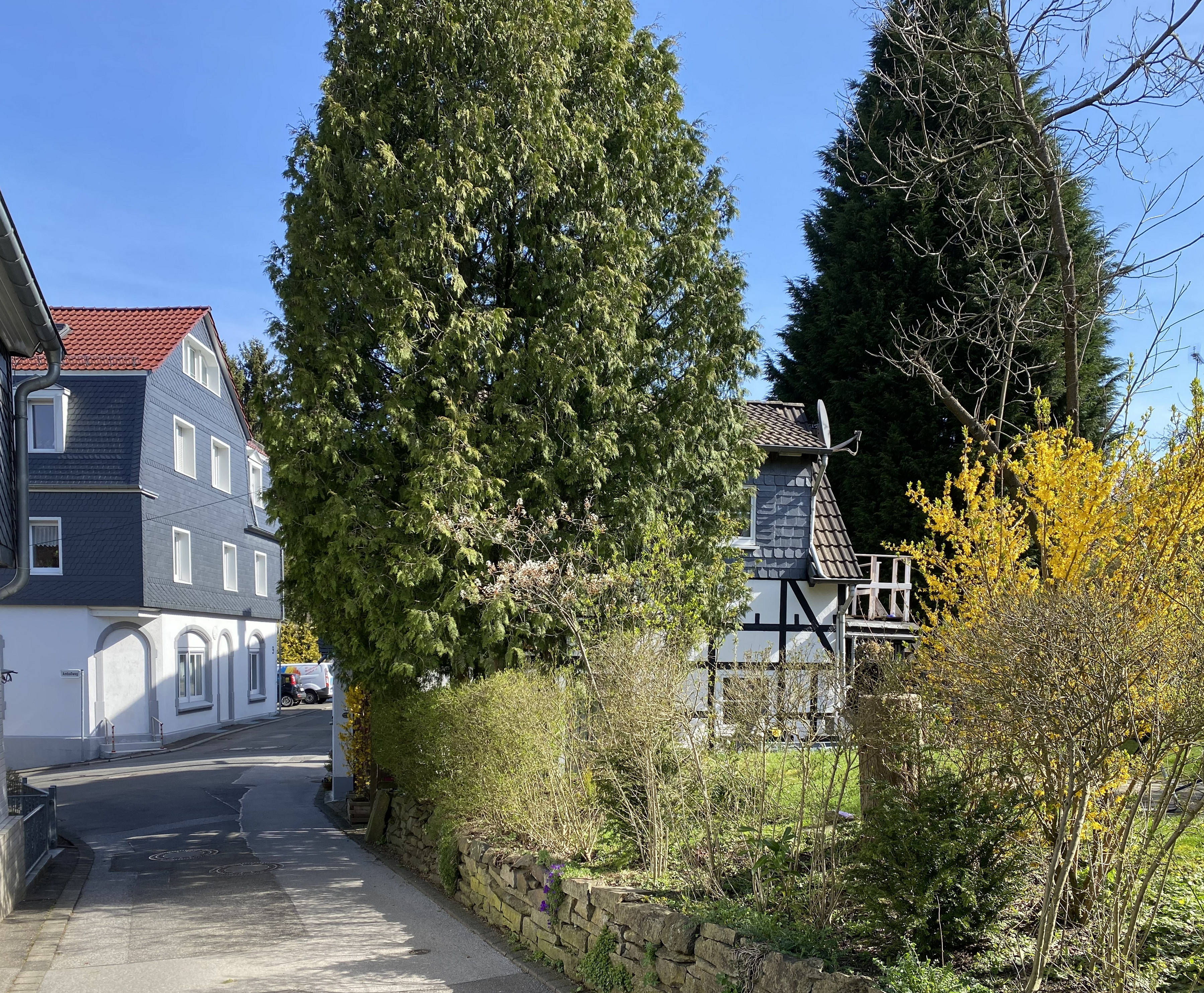
Ruhige Wohnplätze: Am Müggenbach

Nüdelshalbach ist ein Wohnplatz im nördlichen Stadtbezirk Lüttringhausen der bergischen Großstadt Remscheid. Die Hofschaft liegt südlich von Goldenberg. Der in der Nähe der Unterführung in Remscheid entspringende und nach Norden fließende Müggenbach – auch Mückenbach genannt – mündet etwa rechtwinklig in den von Ost nach West fließenden Morsbach. In diesem rechten Winkel eingebettet liegt die Hofschaft Nüdelshalbach.

## Geschichte
Die erste schriftliche Erwähnung der Hofschaft war 1471 als Nuls Halbach. Weitere Erwähnungen erfolgten als Nultze yn der Halbech und Nolzen Halbach. Das Gut war im 16. Jahrhundert ein Allod des Johanniter-Stifts zu Burg und gehörte zu deren Remscheider Villikation unter dem Oberhof Stachelhausen.
Es handelte sich um "ein altes, zur Honschaft Hohenhagen gehöriges Schatzgut".
Bekannt geworden ist die Hofschaft auch als "Arnolshalbach", nach einem Bewohner namens "Arnold" so benannt. Im 17. Jahrhundert gab es hier zahlreiche Hammerwerke, unter anderem einen Reckhammer im Mückenbachtal. 
Der Mückenbach lieferte einst von der Unterführung bis zur Haddenbach eine Menge Wasserkraft. Der an diesem Bach gelegene "Schmitzkotten" ist im Lüttringhauser Verzeichnis von 1853 bereits mit einem Alter von 260 Jahren genannt worden. Doch fangen die offiziellen Angaben aber erst bei 1710 an. Der Schmitzkotten ging aus der Nüdelshalbacher Mühle hervor, die 1710 als "Bertrams Mühle" bestand. Sie wurde auch "et Möllschen" oder "et Köttschen" genannt. 1749/50 hat man sie als "Mahlmühlgen in der Nüdelshalbach" aufgeführt. "Die Gewässer waren Eigentum des Landesherrn, der für die Benutzung der Wasserkraft Steuern erheben ließ. Stursberg erwähnt 1773, dass die Mühle von einem Krasch (Crasch) geführt wird. Näheres ist nicht bekannt. 1800 ist zu lesen, dass die Mahlmühle der "Erbgemeinschaft Loes in der Nüdelshalbach, von alten privilegiert, 2 Reichstaler, 8 alb." zu zahlen habe". 1834 tauchte die Mühle erstmals als Ambosshammer von Gottlieb Hasenclever in der Nüdelshalbach auf, und es ist im Adressbuch nach zu lesen: "Gottlieb Hasenclever, Entrepeneur eines Ambosshammers". 1842 ist J.P. Kuhler als Inhaber angegeben. Dieser betrieb den Hammer mit drei Arbeitern und einem Inventar von zwei Herdfeuern sowie einem Amboss. 
1710 ist der spätere Breithammer als „Hammer am Semperbroich von Diederich Hasenclevers Erben zu Nüdelshalbach“ erstmals urkundlich erwähnt. Der Breithammer (der Teich besteht etwas verkleinert heute noch) ging am 1. Mai 1864 in den Besitz des Goldenbergers Carl Kleuser über, der zuvor Stahlhändler war und dessen Familie bis zum Ende des 20. Jahrhunderts Stahl verarbeitete. 1918 wurden drei große Dampfhämmer mit 25, 60 und 100 Zentnern aufgestellt.
Zwei Gaststätten, eine Bäckerei, ein Lebensmittelgeschäft, ein kleiner Werkzeugbetrieb und einige bäuerliche Anwesen sowie zwei Hammerschmieden im Tal brachten bis nach dem Zweiten Weltkrieg Leben in die Nüdelshalbach. Längere Zeit unterhielt die Stadt Remscheid an dem Fußweg zum Hohenhagen einen Seniorentreff.

## Infrastruktur
Hermann Kuhler war ein Bruder des Johann Peter Kuhler, der den am Müggenbach liegenden Waagenhammer bereits in einen Ambosshammer umgewandelt hatte. 1798 begründete er "am gleichen Teich mit dem Mühlchenshammer" einen Rohstahlhammer. Die familiären Nachfolger heißen "Jörres" und betreiben derzeit (2017) dort immer noch einen umfangreichen Industriebetrieb. Hier trägt der kurze Straßenzug der Hofschaft daher den Namen "Ambossweg". 
Gegenüber befindet sich die Feuerwache Nord, die durch Zusammenschluss aus den Freiwilligen Feuerwehren Goldenberg, Haddenbach und Grund entstand.

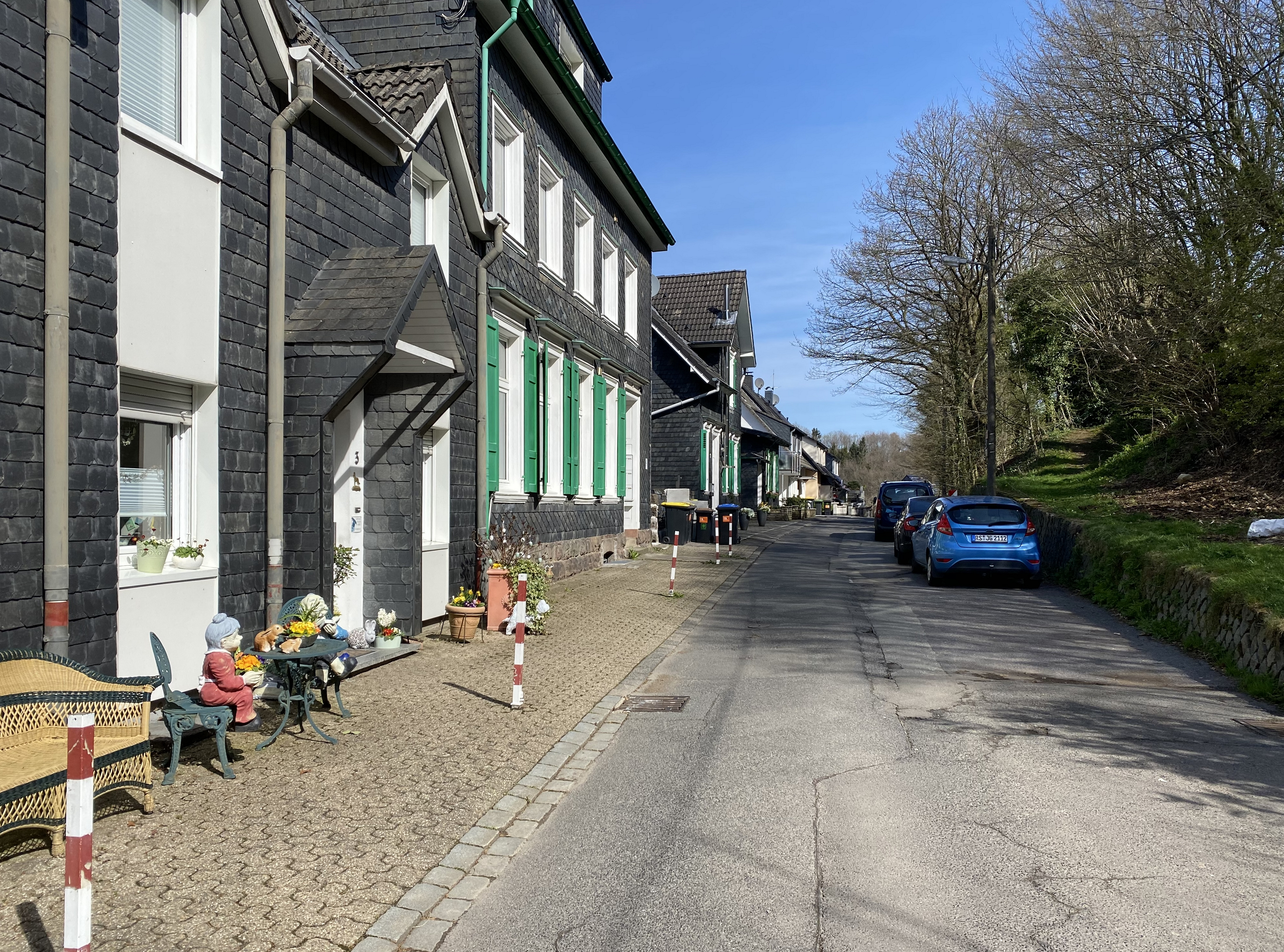
Wohnstraße Nüdelshalbach
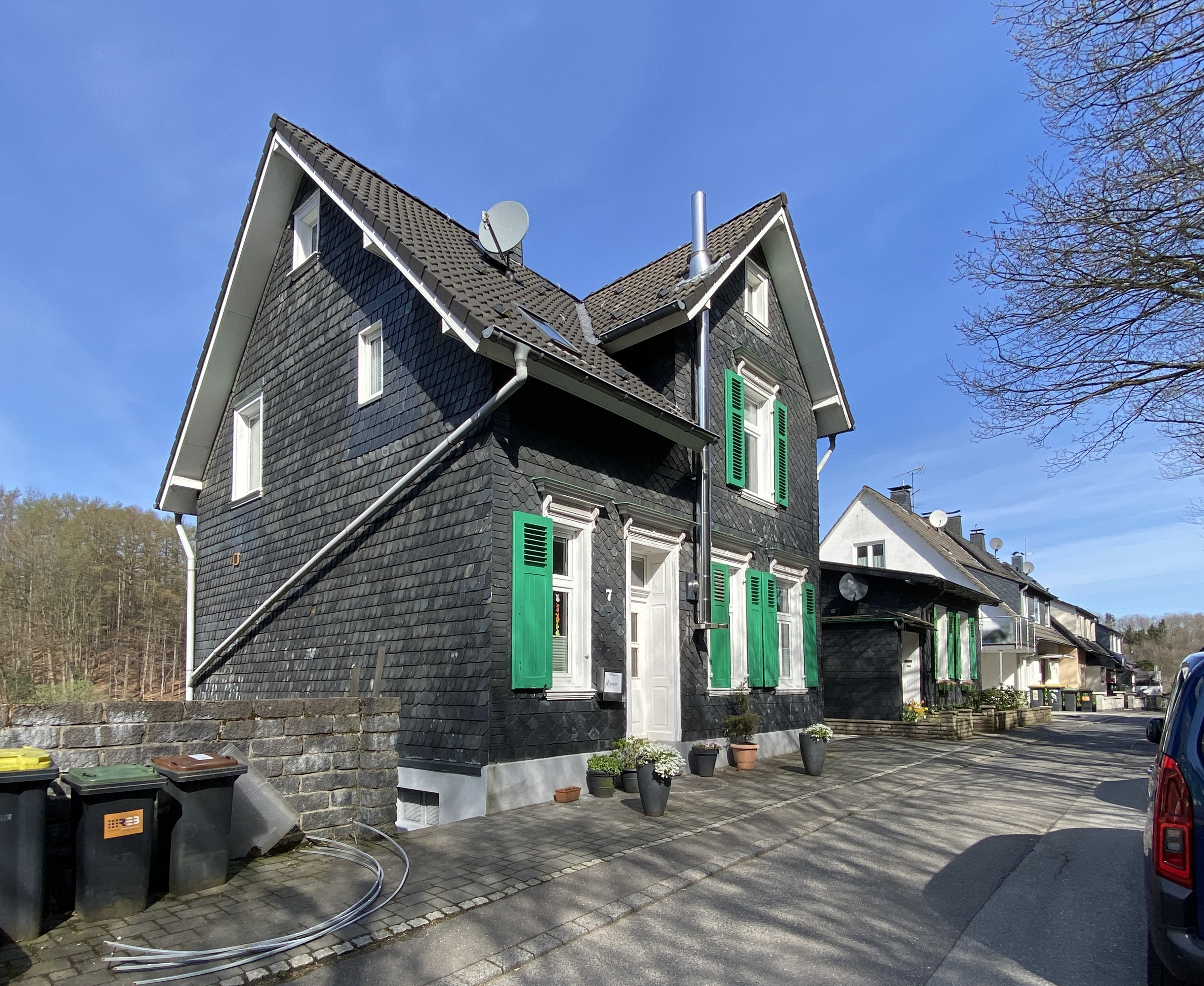
Schieferhäuser
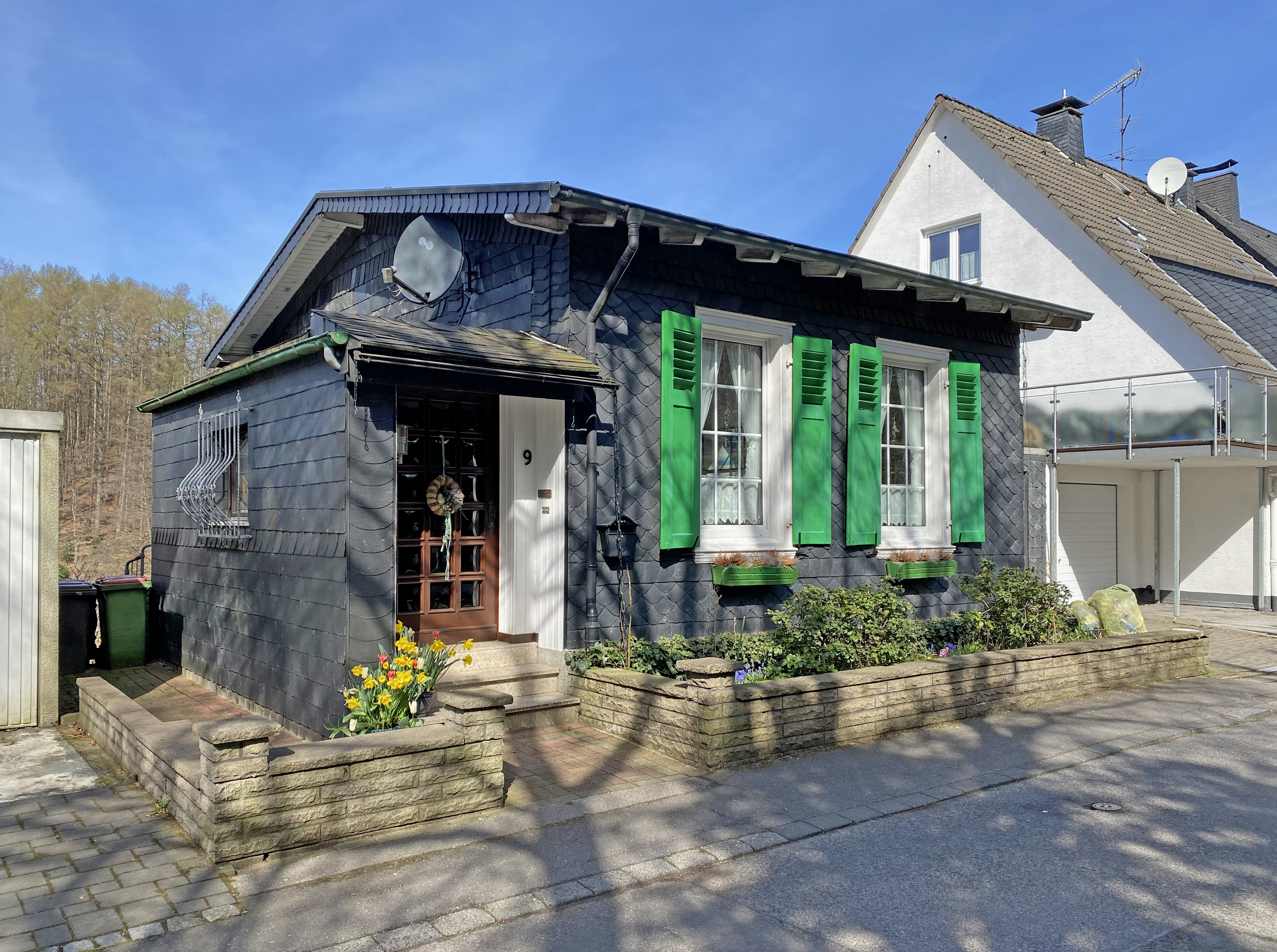
Nüdelshalbach 9
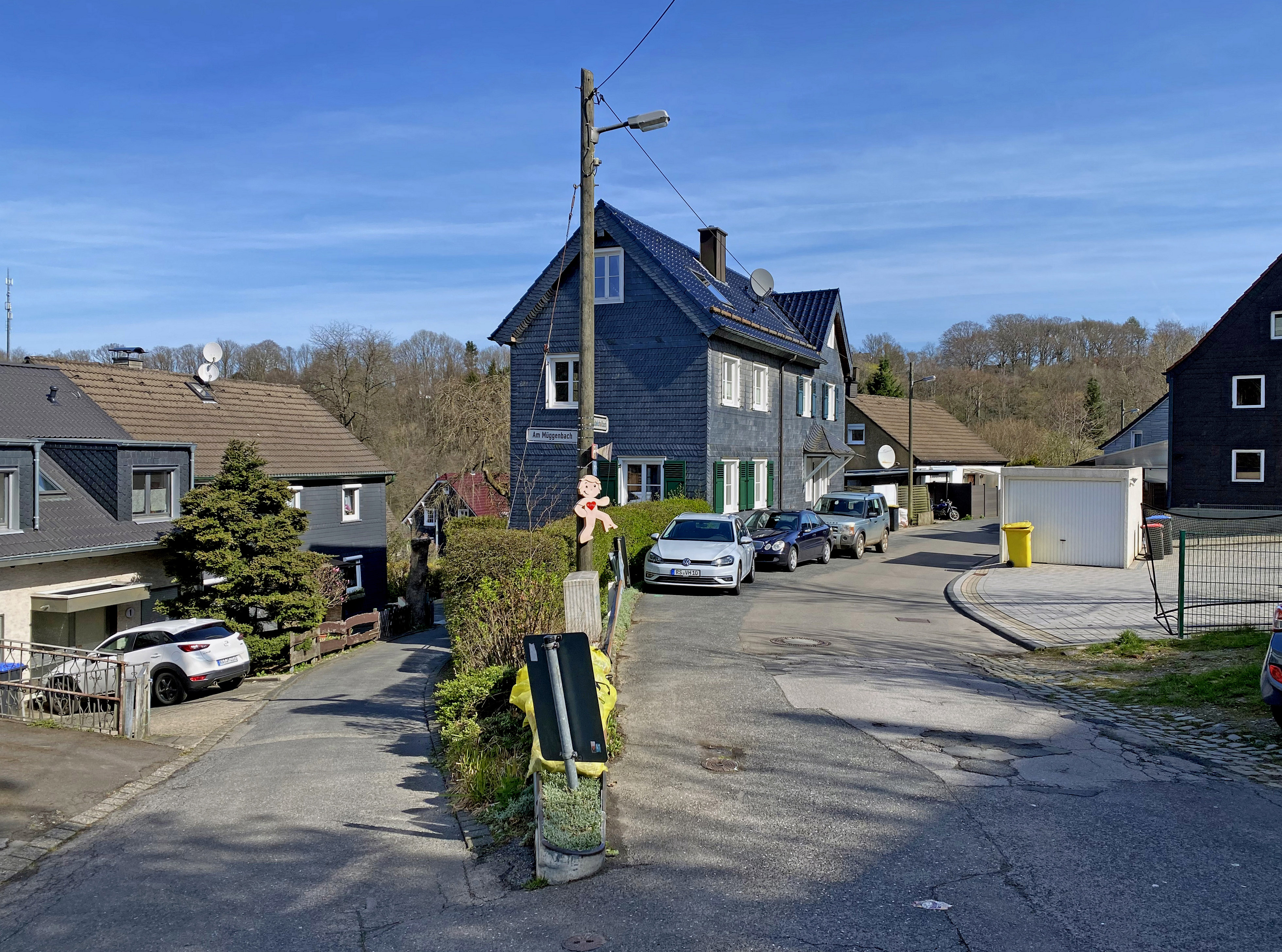
Gabelung Nüdelshalbach/Am Mügggenbach
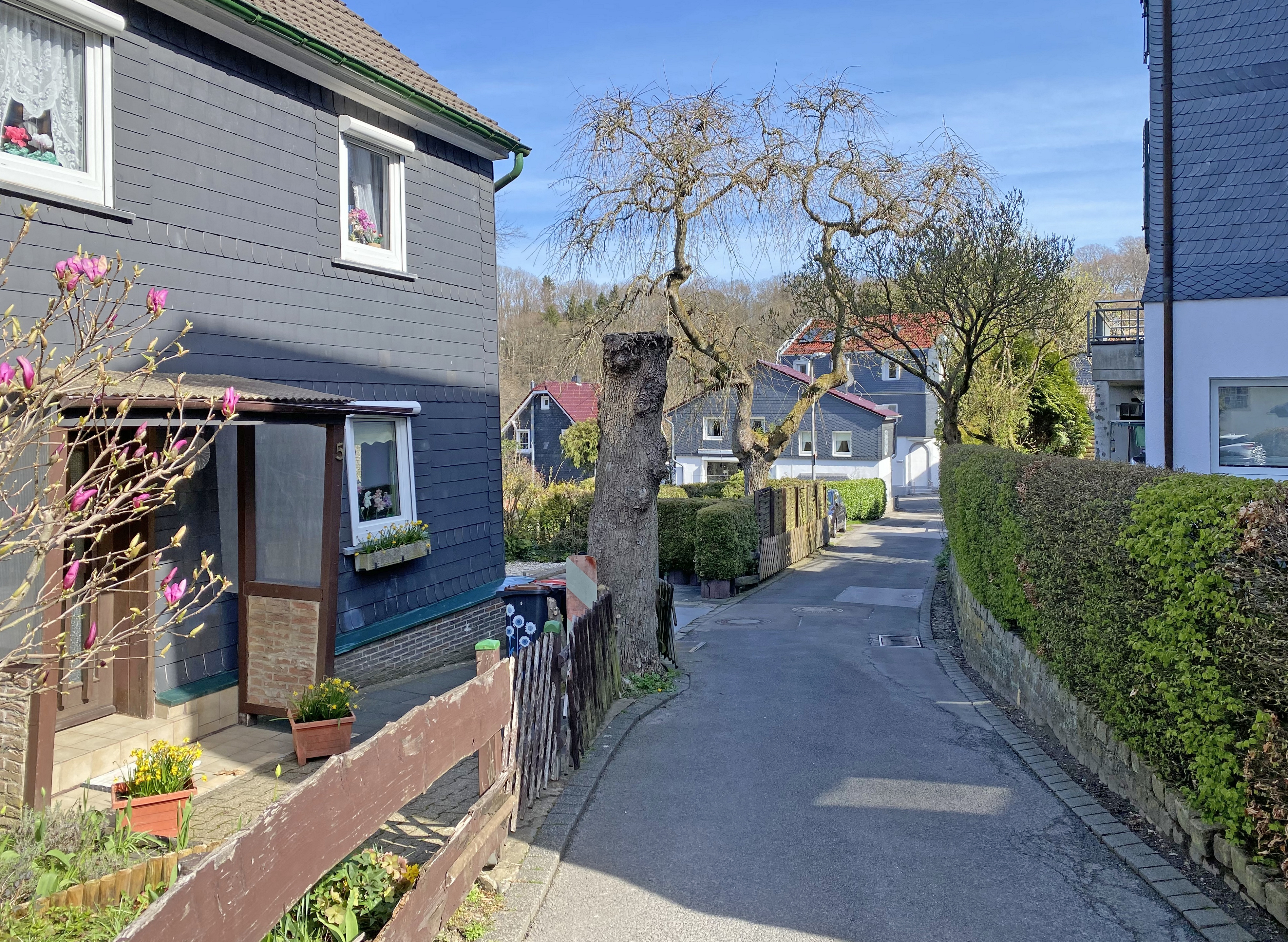
Am Müggenbach
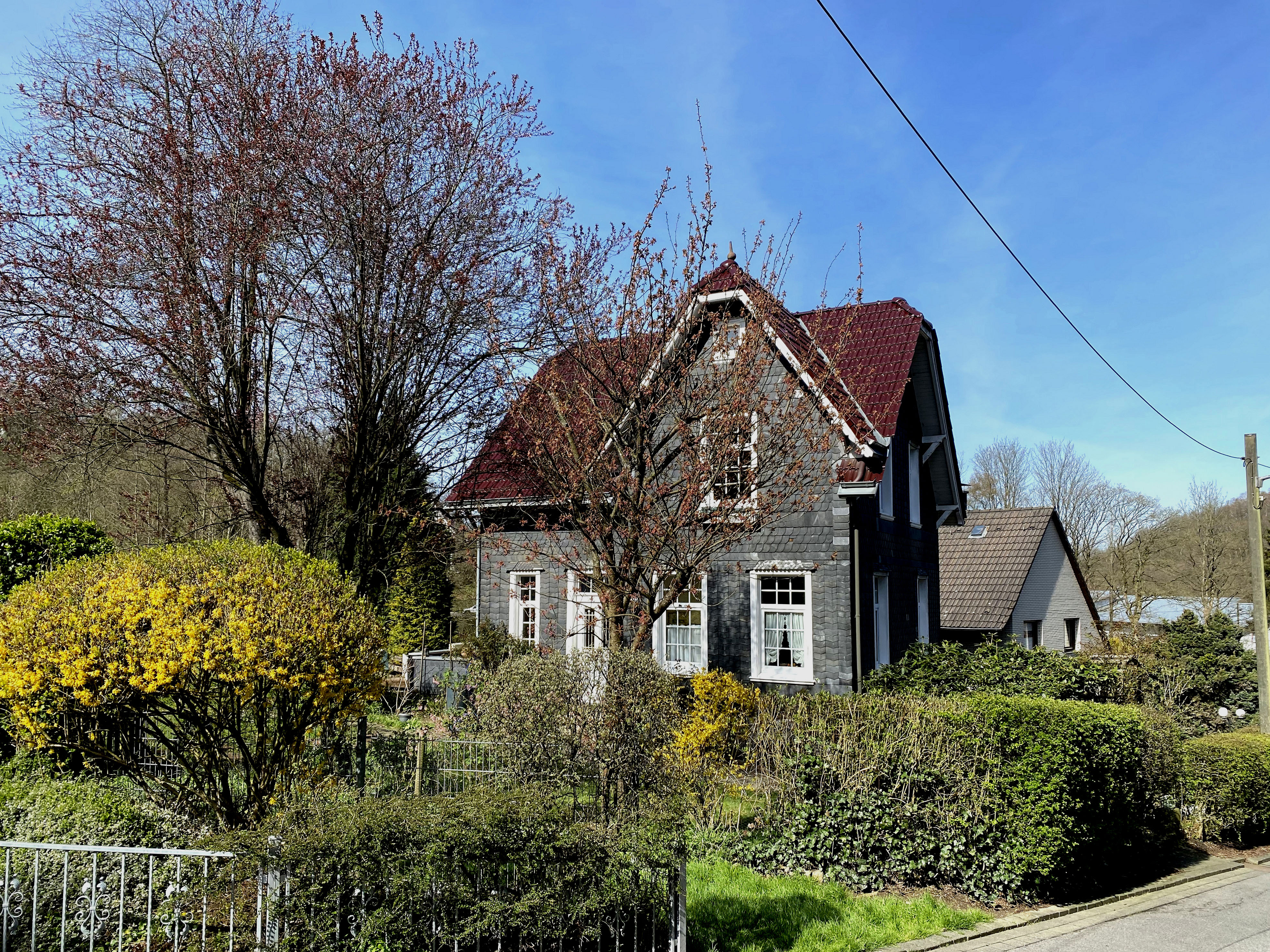
Amboßweg 8